# Filip Trybom
Arvid Filip Trybom (* 24. Dezember 1850 in Fivelstads socken, Östergötlands län; † 15. Februar 1913 in Stockholm) war ein schwedischer Zoologe und Fischerei-Inspektor.

## Leben
Er beschrieb drei neue Libellenarten; davon sind heute noch zwei anerkannt, nämlich Bileks Azurjungfer (Coenagrion hylas) und die Polar-Smaragdlibelle (Somatochlora sahlbergi).